# Рига (мопед)
«Ри́га» —  производитель мопедов и мокиков, выпускавшихся на рижском мотозаводе «Саркана звайгзне» (в переводе с латышского «Красная звезда») с 1958 по 1998 год.
На заставке — «Рига-1» — первый в СССР двухскоростной мопед массового производства.

## История

### Рига-1
В 1958 году на заводе «Саркана звайгзне» (г. Рига) был выпущен первый мопед «Spriditis». Опыт оказался не совсем удачным, и конструкторы завода отправились на чешский завод Jawa для детального ознакомления с производством малокубатурной мототехники. После этого в 1960 году было выпущено 10 экземпляров Рига-1, которые были направлены на испытания. За 50 дней экземпляры прошли 10 000 км, и в следующем году было выпущено 5000 штук, в 1962 году — 27 000, а в 1965 году — более 90 000 штук.

### Рига-3
В 1965 году модель «Рига-1» была снята с производства и её сменила новая модель 1964 года (ТУ № 821-64) — «Рига-3», оснащенная двигателем шяуляйского производства Ш-51 (Š-51) (на первых партиях устанавливался двигатель Ш-50) . Однако эти двигатели оказались не такими надёжными, как чешские, и популярность мопедов пошатнулась. Внешне мопед «Рига-3» не очень отличался от своего предшественника, если не считать изменённую форму тормозных барабанов и спиц, бака, сиденье подушечного типа и раму с удлиненной хвостовой частью. «Рига-3» оказалась мощнее «Риги-1» почти на 30 %, легче на 2 кг и разгонялась до 50 км/час.

### Рига-4

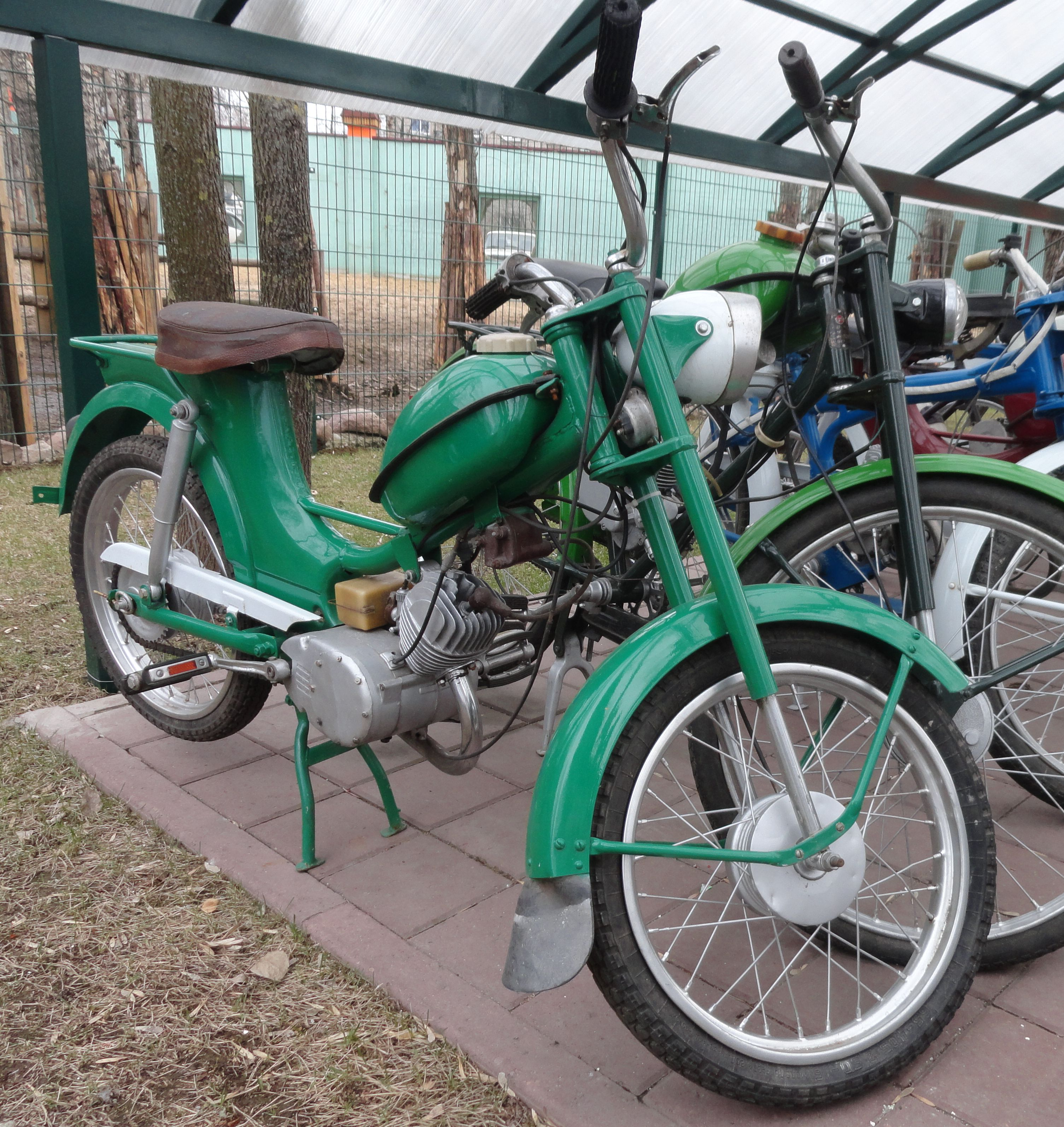
Мопед Рига-4

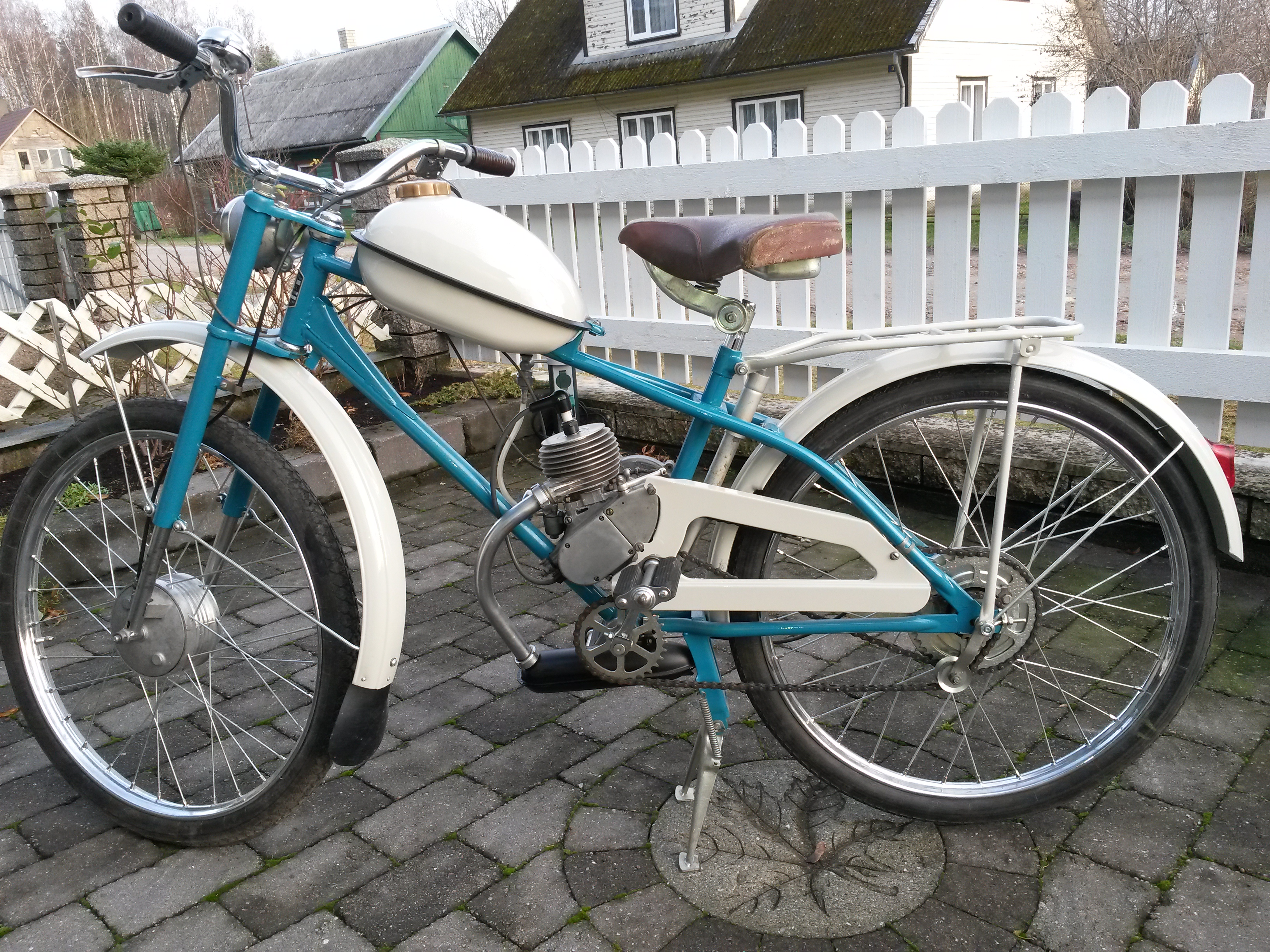
Мопед Рига-5 модель 1969 г.

С 1968 по 1974 год выпускались «Рига-4». Эта модель была очень похожа на «Ригу-3» и отличалась лишь малым изменением в облицовке корпуса и внесением в конструкцию новых технических решений: изменились электросхема (добавился высоковольтный трансформатор), конструкция щитков для колёс и цепи, конструкция шестерен коробки передач, багажник, установлены новые колеса меньшего диаметра - 16 дюймов, а привод спидометра осуществлялся от двигателя.

### Рига-5
Лёгкий мопед «Рига-5» выпускался с 1966 по 1971 год и сильно отличался от предшественников серии «Рига» и от «Гауи», в которой для амортизации переднего колеса применялась не телескопическая вилка, а сжимающиеся пружины, позволяющие вилке изгибаться вперёд. Также был полностью изменён дизайн. Двигатель серии «Д-5» без передач, запускаемый педалями, делал мопед более лёгким в управлении, однако динамика мопеда ухудшилась.
«Рига-5» вначале имела на заднем колесе классическую велосипедную втулку, обеспечивающую торможение так же, как и торможение велосипеда. Но уже в 1968 году появилась модификация с тормозами колодочного типа и на заднем колесе, и некоторое время обе модификации выпускались параллельно, после чего колодочные тормоза полностью вытеснили заднюю втулку велосипедного типа. Также была укреплена рама (был удлинён угловой кронштейн), ибо рамы предшествующих моделей часто трескались при езде по плохим дорогам в месте, прилежащем к рулевой колонке.

При правильной регулировке двигателя «Рига-5» обеспечивала трогание с места без помощи педалей и точно таким же образом «брала» весьма крутые подъёмы в гору. Например, запустив двигатель непосредственно перед подъёмом 
примерно в 45°, можно было, плавно отпустив сцепление, без помощи педалей въехать на склон любой протяжённости при условии, что качество покрытия дороги не было слишком плохим.
Кроме того, для двигателей «Д-5» и «Д-6» было важно очень тщательно отрегулировать подачу топливной смеси так, чтобы на холостом ходу на максимальных оборотах двигатель как не глох, так и не «захлёбывался» топливом.
Модель производилась до 1971 года включительно, после чего ей на смену пришёл мопед «Рига-7».

### Рига-7
Мопед «Рига-7» начали производить с 1969 года. К концу 1971 года он полностью вытеснил мопед «Рига-5». В отличие от «Риги-5», он снабжался двигателем «Д-6», который позволял подключить к нему фару и задний габаритный фонарь. Убрана декоративная защита приводных цепей. В конструкции мопеда «Рига-7» имелась специальная рейка, устанавливаемая для предотвращения поломки рамы в случаях экстренного торможения. Работниками завода Х. Акерманисом (электрик) и Ю. Банковичем (механик) была предложена и испытана, как на стенде, так и в условиях практической езды, конструкция рамы с усиленной задней подвеской без рейки. Предложение было принято, в условленные законодательством сроки было выплачено авторское вознаграждение, но в 1976 году мопед «Рига-7» сняли с производства, заменив его на «Рига-11».

### Рига-11
«Рига-11» вышла как гибрид «Риги-7» и перспективной модели «Рига-9». Под этим названием предполагалось выпускать мопед, оснащённый двигателем с автоматическим сцеплением, но после испытаний от установки этого двигателя производитель отказался, изменив конструкцию рамы мопеда под двигатель «Д-6». Колёса меньшего диаметра, но с более толстыми шинами, а также оригинальный вид приманили к себе покупателей, но на практике оригинальный вид оказался не на пользу этой модели. Бак, расположенный под багажником, затруднял движение в гору, тем более, когда было мало бензина. А оригинальная рама оказалась непрочной.

### Рига-12
Двухскоростной мопед оснащался двигателем Шяуляйского завода «Ш-57» с педалями велосипедного типа, применение которых позволяло помочь двигателю при преодолении сложных участков дороги, при подъёме в гору и т. п. Выпускался с разными вариантами крепления и форм топливного бака: с катушкой зажигания сверху рамы под баком, с катушкой зажигания снизу рамы под баком. Визуально отличался от «Риги-16» коротким седлом и меньшим багажником.

#### Дизайн
Дизайн мопеда Рига-12 (латыш. Rīga-12) является символом уникального дизайна мотоциклов латвийского производства 1970-х годов. Дизайн был разработан профессором ЛХА Гунарсом Глудиньшем. Дизайн мопеда Рига-12 включен в Культурный канон Латвии. Достоинства конструкции мопеда подчеркивались лёгкой металлической рамой, окрашенной в ярко-красный цвет, с брызговиками и белым топливным баком. Глушитель и другие детали выполнены из яркого хромированного металла. Вес мопеда составлял 54 кг, он мог развивать скорость до 50 км/ч и впервые использовал бумажный воздушный фильтр. Существовал также экспортный вариант мопеда Рига-12, который предназначался для продажи за пределы Советского Союза, но эти мопеды имели несколько иное расположение топливного бака и немного другой глушитель, поэтому мопеды, предназначенные для экспорта, работали тише. Мопед «Рига-12» находится в постоянной экспозиции Рижского мотормузея.

### Рига-13

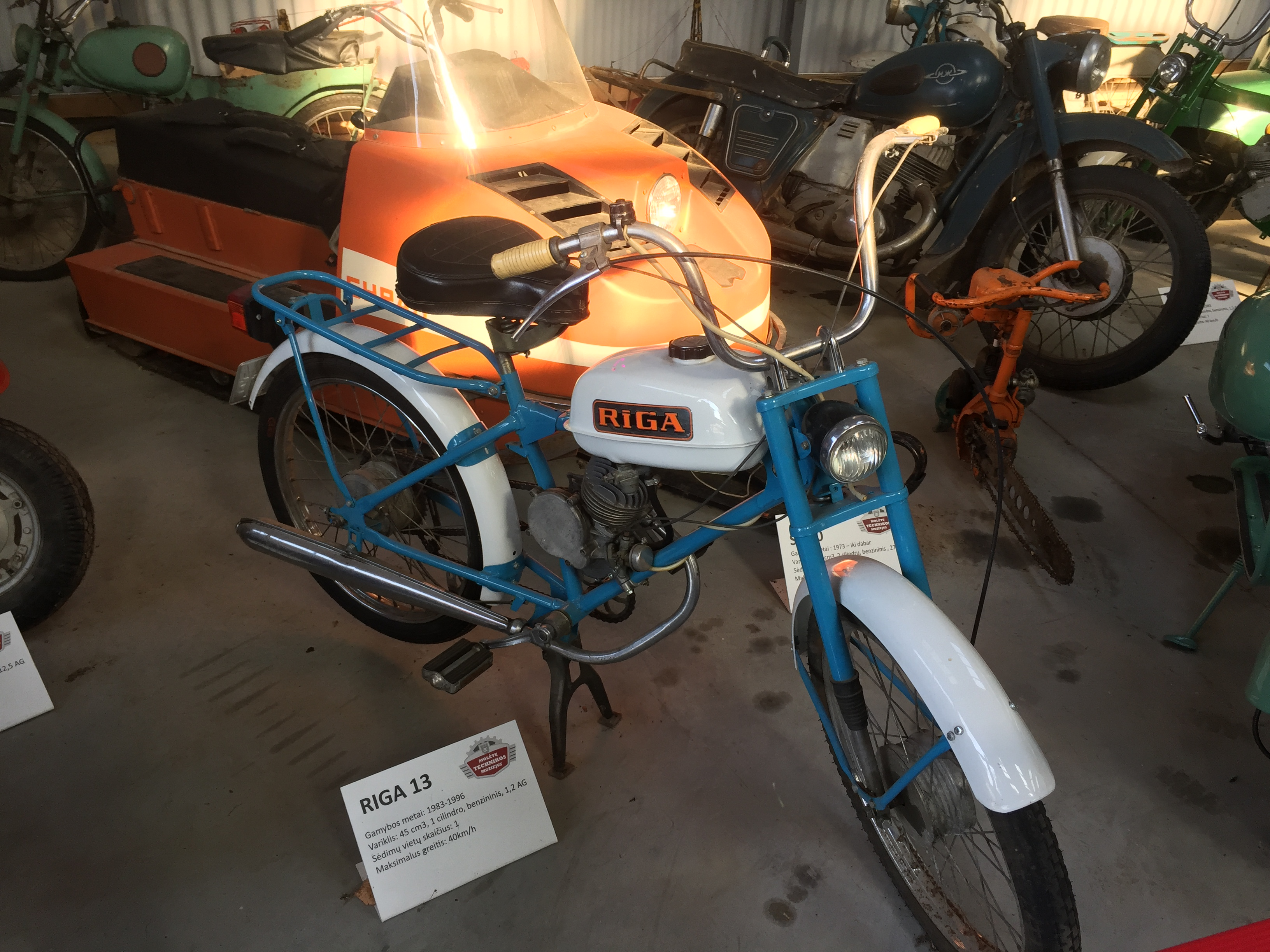
Рига-13

Лёгкий мопед «Рига-13» пришёл на смену «Риге-11». Мопед производился с 1983 года. Он оснащался мотором 1,3 л. с., развивал максимальную скорость 40 км/ч. Ранние модели оснащались двигателем Д-8, самые распространённые двигатели — Д-8Э, Д-8М. Его отличительной чертой является хороший свет и установленный высоковольтный трансформатор, который устранил частые проблемы с катушкой зажигания. Тем не менее, у модели часто сбивалось зажигание: ведь гетинакс — материал молоточка прерывателя — стирался, касаясь кулачка магнита, что было типичным явлением для двигателей серии «Д». В «Д-6», кроме того, «модернизировали» крепление магнитного ротора магнето, уменьшив глубину накатки, вследствие чего магниты часто срывались с центральной втулки, и зажигание переставало работать.
Эта модель производилась до 1998 года. «Рига-13» — самая массовая модель из мопедов «Рига». Один из недостатков — частая поломка крышки сцепления.

### Рига-15С
Мотоцикл для шоссейно-кольцевых гонок в классе 50 см³, дебютировавший в 1976 году. На нём устанавливался серпуховский двигатель СК-54 объёмом 49,8 см³ мощностью около 12 л. с. при 10 000 об/мин, сблокированный с 6-ступенчатой коробкой передач. Имел массу 62 кг, развивал скорость до 150 км/ч. Поставлялся в секции ДОСААФ СССР.

### Рига-16

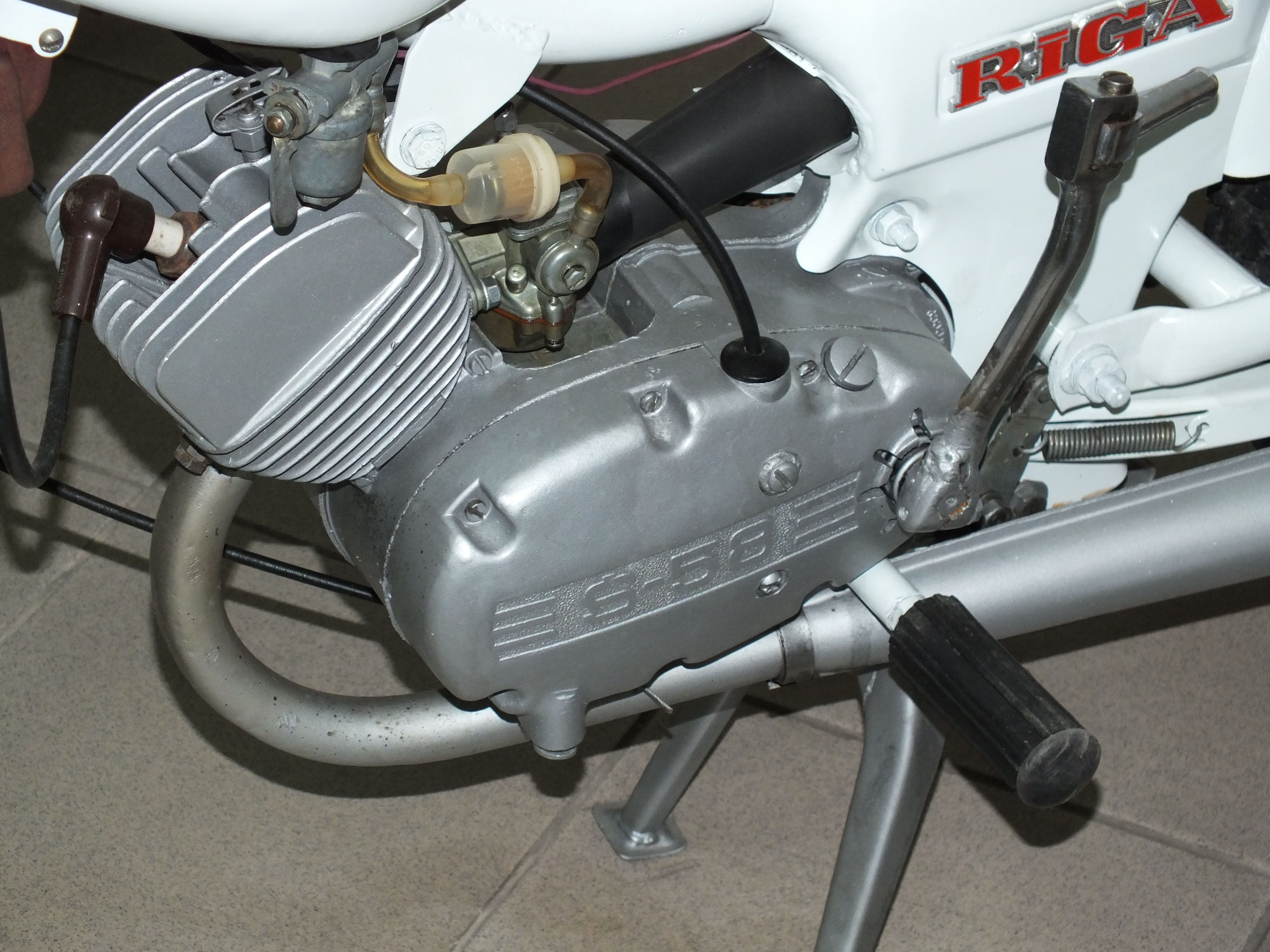
Мопед «Рига-16», двигатель Š-58

В 1977 году в производство была запущена двухскоростная модель «Рига-16» (были также экспериментальные модели 1976 года). Это был первый мокик, выпущенный на заводе. Он оснащался кикстартером, глушителем мотоциклетного типа, новым рулем и задним фонарем. На первых моделях «Рига-16» ещё стояли двигатели «Ш-57», впоследствии на мокике установили один из самых удачных двигателей Шяуляйского завода — «Ш-58». Так же в этом году первый мокик выпустили на ЛМЗ — модель «Верховина-6».

### Рига-17С
С 1983 года на рижском заводе «Саркана звайгзне» в производство была запущена спортивная модель «Рига-17С», ставшая развитием конструкции «Рига-15С». Поскольку на рижском мотозаводе нет собственного моторного производства и соответствующей экспериментальной базы, проектирование и изготовление двигателя для гоночного мопеда принял на себя ВНИИмотопром, а на «Саркана звайгзне» разрабатывали экипажную часть и занимались доводкой машины в целом. Двигатель объёмом 49,8 кубического сантиметра и мощностью 16,5 л. с. позволял разогнать мопед до 153 км/ч.

### Рига-21С
Гоночная модель «Рига—21С» являлась дальнейшим развитием моделей «Рига-15С» и «Рига-17С». Отличалась от последней литыми колесными дисками и двигателем мощностью 18 л. с. / 13,2 кВт.

### Рига-22
В 1981 году с конвейера сошёл мокик «Рига-22», который стал усовершенствованной версией мокика «Рига-16». На этой модели, которая разгонялась до 50 км/час, устанавливали двигатели «Ш-62», «Ш-62М», «V-50».
Эти двигатели кардинально отличались от предыдущих моделей прежде всего мощным электронным зажиганием и коробкой передач, из-за чего пришлось поменять направление вращения коленвала. Применение электронного бесконтактного зажигания повышало надёжность пуска двигателя и надёжность работы системы зажигания в целом. Однако моторы Ш-62 и Ш-62М отличались ненадёжностью блока шестерен и сцепления. Поэтому через некоторое время была произведена модернизация двигателя и с 1984 года стали выпускать мокики с двигателем «V-50» мощностью 1,8 л. с. с новой коробкой передач и усиленным сцеплением. Вдобавок изменилась конструкция глушителя. На фаре появилась синяя контрольная лампа дальнего света фар.
Кроссовой моделью, унифицированной с мокиком «Рига-22», стал мопед «Рига-20Ю», который оснастили спортивной рамой, передним колесом большего диаметра и ножным переключением скоростей — модификация мотора V-501. Это был мелкосерийный мопед, предназначавшийся для тренировок и соревнований юных спортсменов.

### Рига-26 / Рига-Mini

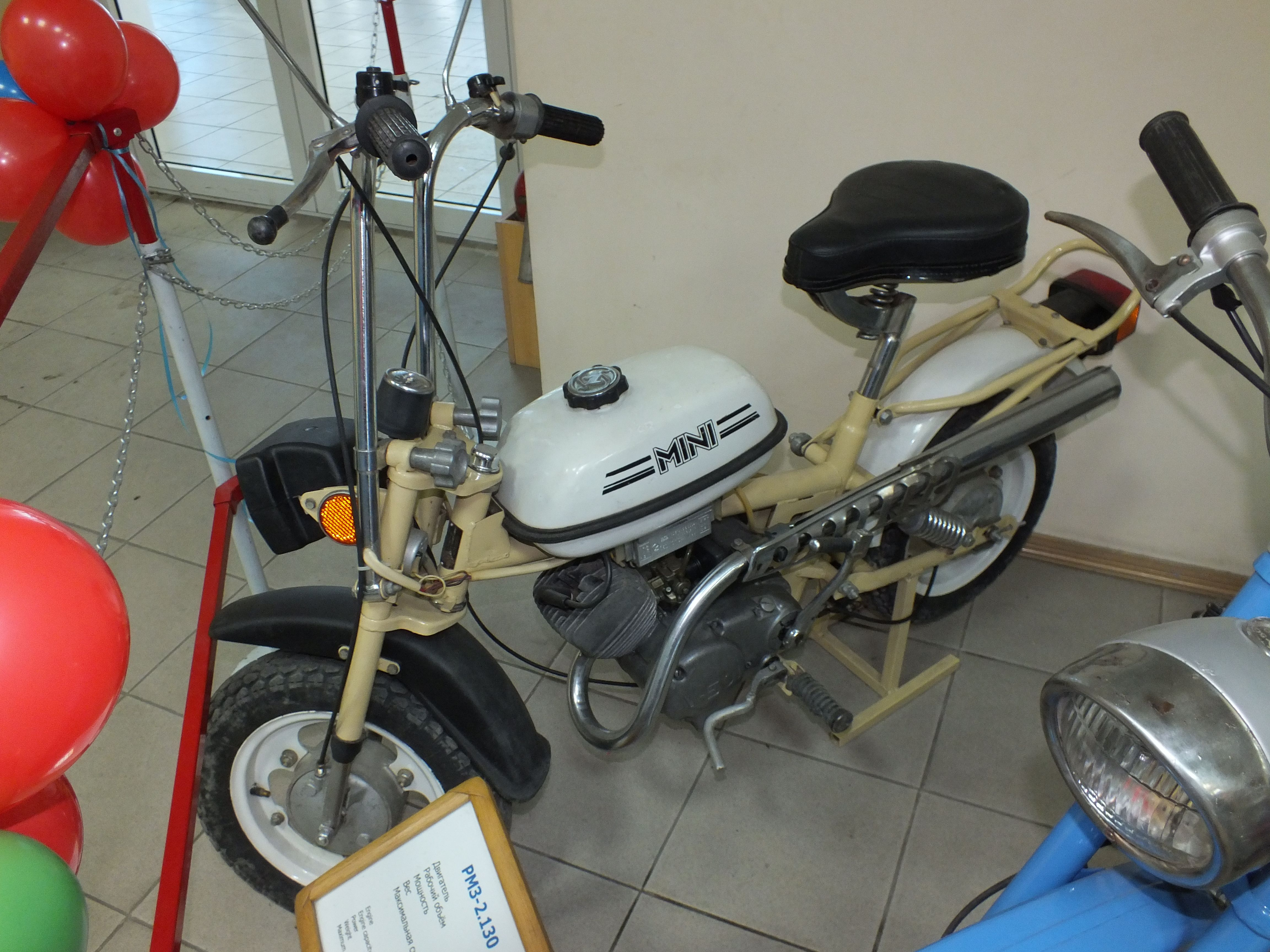
«Рига-30» (РМЗ 2.130)

В 1982 году был разработан минимокик «Рига-26» (он же — «Мини», РМЗ-2.126). Поступил в продажу в 1984 году по цене 250 рублей. Эта модель сочетала достоинства мопеда и мотороллера, была проста и удобна для хранения и притом не теряла сходств с традиционным мотоциклом. «Рига-26» занимала мало места: без труда помещалась на крыше или в багажнике легкового автомобиля, в лифте, на балконе или же в подсобном помещении жилого дома. Однако при весе в 50 кг было весьма проблематично втащить такой минимокик по лестнице на балкон или лоджию. Колёса у этой модели были малого диаметра, как у мотороллеров «Вятка», «Турист», «Электрон», правда шина была меньшего размера (3,00-10). На первых моделях шины были жёсткие, редко протыкались, можно было ездить на спущеных колесах. Ослабив зажимные цанги, рукоятки руля можно повернуть вниз для того, чтобы поместить мопед в машину, уменьшив почти вдвое его высоту. С той же целью было предусмотрено устройство для опускания седла. Также сиденье опускалось для регулировки под рост для детей (от 6 лет).
Однако к управляемости и манёвренности мини-мокика «Рига-26» предъявлялись определённые претензии. Например, шины были настолько жёсткими, что случайный прокол был просто незаметен, и владелец замечал повреждение лишь при накачивании шин. 
Модификация модели «Рига-26» — «Рига-30» (РМЗ 2.130) — отличалась пружинной задней подвеской против жёсткой у 2.126.
На минимокик также устанавливали двигатели чехословацкого производства с горизонтальным положением цилиндра, намного более надёжные и работавшие практически бесшумно, а также имевшие ножной переключатель передач. Была выпущена лишь небольшая партия.

### Мини-мокик «Стелла» РМЗ-2.136
В июле 1987 года был подписан договор о прямых производственных связях между рижским мотозаводом «Саркана звайгзне» (СССР) и предприятием «ZVL-Kolarovo» (ЧССР), выпускавшим мопеды «Babetta». В результате сотрудничества появился новый мини-мокик «Стелла» с чехословацким двигателем и советской экипажной частью. Образец этой машины был представлен на ВДНХ СССР в 1987 году.
Эта модель выпускалась с 1990 г. по 1997 г. и была одним из наиболее стильных и продвинутых серийных «полтинников» времен СССР. Её отличала новая рама, удобное сиденье и современный дизайн. Мокик оснащался как отечественными моторами шяуляйского завода (V-50, V-501, V-50M, V-501M), так и различными импортными агрегатами: чехословацкими Jawa М225, французскими Peugeot и польскими Dezamet.

### «Дельта»

Мокик «Дельта»

В 1986 году вышел мокик «Дельта» (РМЗ 2.124) — новый этап развития мопедов «Рига» с новой рамой и двигателями «V-50», «V-501», «V-501M», «V-50M». Мокик имел модификации «Спорт», «Турист», «Люкс», «Кросс».
Первые партии отличались слабой рамой, позже этот дефект был устранён. С 1986 по 1989 год мокики комплектовались моторами «V-50» и «V-501», ручка багажника была хромированной, «барашки» на крышках бардачков металлические хромированные, фара круглая чёрная с хромированным ободком. Цвета мопеда: красный, коричневый, голубой, зелёный. С 1990 по 1996 годы багажник был покрашен в цвет мопеда, «барашки» на крышках бардачков заменили на черные пластмассовые. С 1988 г. по 1992 г. устанавливали большую квадратную фару, а с 1992 до окончания выпуска мокики комплектовались маленькой квадратной фарой. Ставили мотор «V-50M», «V-501M», цвета мопедов: красный, голубой, бежевый, белый, комбинированный (красно-белый). Также за дополнительную плату в 5 рублей можно было докупить зеркало: правое или левое, за 15 рублей — багажную корзину. Цена Дельты в 1989 году с двигателем V-50 — 275 рублей, с двигателем V-501 — 280 рублей.
Также существовали «Дельты» с литыми колёсами и двигателем «Dezamet» с трёхскоростной коробкой передач польского производства (разошлись мелкой партией в самой Латвии).
Недостатки мопеда Дельта

Из наблюдений. Часто отрывались от рамы уши крепления заднего брызговика, уши крепления багажника, кронштейны седла. Рама качественная, жесткой конструкции, но появлялись трещины под рулевой колонкой. На передней вилке отрывался кронштейн крепления руля, ограничитель поворота руля: это приводило к замятию передней части бензобака с обеих сторон. Спидометр на ранних моделях с металлическими шестернями мог работать до 15-20 тыс. км. На последних моделях устанавливались пластмассовые шестерни — хватало на 200—400 км.

### Рига SZ-80
В 1983 году в ГДР была куплена лицензия на мотор «Simson M531/541 KG-40», и в 1984 году на его основе был создан прототип «SZ-80» (аббревиатура от названия завода «Sarkanā Zvaigzne»). Как и большинство рижских прототипов, его разработали конструктор Валдис Клейнберг (Valdis Kleinbergs) и дизайнеры Гунар Глудиньш (Gunars Gludinš) и Янис Карклиньш (Janis Karklinš). В 1988 году мокик (а номинально мотоцикл) «SZ-80» был экспонирован на выставке «Автодизайн '88» в Москве. На мотоцикле были применены такие улучшения, какие на мопедах в СССР ранее не встречались: полноразмерное двухместное сиденье, литые разборные колёса, дисковый тормоз, гидравлические амортизаторы, центральный моноамортизатор с рычажной системой. Предполагаемая скорость составляла выше 100 км/ч. Этот минимотоцикл был на уровне лучших образцов мирового дизайна и был лучшим в классе лёгких мотоциклов в СССР, но, как и большинство прототипов, в серию не пошёл. Двигатель в варианте 50 см³ под названием «ВП-50» впоследствии выпускался на заводе «Молот» в Вятских полянах. Мотоцикл находится в коллекции Алексея Попова в Риге.

### Закрытие производства
1990-е годы стали кризисными для завода «Саркана звайгзне» и последними в его истории. После распада СССР и выхода Латвийской республики из состава СССР повысились налоги, началась денационализация предприятий, сорвалось несколько крупных сделок, были разрушены все связи с торговой сетью СССР (население 15 республик на момент распада составляло 294 миллиона человек), к тому же мопеды создавали конкуренцию в самой дешёвой категории на новом рынке. Также один из потомков Густава Эренпрейса (основателя велосипедного завода, на базе которого и развилась в советский период «Саркана звайгзне») отсудил у руководства часть заводской территории, а после бросил всё это хозяйство и убежал в Европу. Несмотря на все попытки удержаться на плаву, производство мопедов и мокиков в 1998 году было остановлено, а Рижский мотозавод со станками, технологиями и остальным имуществом стали распродавать по цене металлолома. Большой коллектив, который работал на заводе, был уволен. На момент развала было достаточно много новых разработок моторов. Был создан 4-скоростной мотор V-90, который выкупили китайские предприниматели.
Сейчас на месте этого предприятия, впрочем, как и на других передовых производствах того времени, остались лишь старые заводские развалины. Но любители мототехники помнят мопеды «Рига», Дельта и объединяются в клубы любителей ретро.

## Сравнительные характеристики моделей
| Модель                                                                   | Рига-1                                                               | Рига-3                                                                   | Рига-5 | Рига-7 | Рига-11 | Рига-13 | Рига-16                                                              | Рига-22                                                              | Рига-26/30                                                                                                  |
| ------------------------------------------------------------------------ | -------------------------------------------------------------------- | ------------------------------------------------------------------------ | --- | --- | --- | --- | -------------------------------------------------------------------- | -------------------------------------------------------------------- | --- |
| Масса, кг                                                                | 45                                                                   | 48                                                                       | 36 | 36 | 44 | 42 | 70                                                                   | 70                                                                   | 50 |
| Максимальная нагрузка, кг                                                |                                                                      | 100                                                                      | 100 | 100 | | 100 | 100                                                                  | 100                                                                  | 100 |
| База, мм                                                                 | 1175                                                                 | 1170-1200                                                                | 1170-1200 | 1170-1200 | | 1170 | 1250                                                                 | 1250                                                                 | 1000 |
| Длина, мм                                                                | 1800                                                                 | 1850                                                                     | 1855 | 1860 | 1900 | 1900 | 1850                                                                 | 1850                                                                 | 1510 |
| Высота, мм                                                               | 900                                                                  | 970                                                                      | 1030 | 1050 | 1150 | 1150 | 1150                                                                 | 1060                                                                 | При руле в рабочем положении — 1000, в сложенном — 520                                                      |
| Ширина, мм                                                               | 610                                                                  | 690                                                                      | 690 | 690 | 750 | 750 | 750                                                                  | 750                                                                  | В рабочем состоянии — 740, в сложенном — 350                                                                |
| Дорожный просвет, мм                                                     | 133                                                                  | 130                                                                      | | 130 | | | 140                                                                  | 140                                                                  | 120 |
| Максимальная скорость, км/ч                                              | 40                                                                   | 50                                                                       | 40 | 40 | 40 | 40 | 50                                                                   | 50                                                                   | 40 |
| Топливо                                                                  | смесь А-76 или А-72 с маслом (25:1)                                  | смесь А-76 или А-72 с маслом (25:1)                                      | смесь А-76 или А-72 с маслом (25:1)                                                                                     | смесь А-76 или А-72 с маслом (25:1)                                                                                     | смесь А-76 или А-72 с маслом (25:1)                                                                                     | смесь А-76 или А-72 с маслом (25:1) | смесь А-76 или А-72 с маслом (25:1)                                  | смесь А-76 или А-72 с маслом (25:1)                                  | смесь А-76 или А-72 с маслом (25:1)                                                                         |
| Ёмкость бензобака, л                                                     | 6                                                                    |                                                                          | | | 5,5 | 5,5 | 5,5                                                                  | 5,5                                                                  | |
| Контрольный расход топлива (при скорости 30 км/ч), л/100 км              | 1,6                                                                  | 1,6                                                                      | 2,0 | 1,8-2,0 | 2,2 | 2,0-2,2 | 2,2                                                                  | 2,2                                                                  | 2,1 |
| Рама                                                                     | Трубчатая, сварная                                                   | Трубчатая, сварная                                                       | Трубчатая, сварная | Трубчатая, сварная | Сварная, полуоткрытая                                                                                                   | Трубчатая, сварная | Трубчатая, сварная                                                   | Трубчатая, сварная, хребтового типа                                  | Трубчатая, сварная                                                                                          |
| Подвеска переднего колеса                                                | Телескопическая вилка                                                | Телескопическая вилка, с пружинными амортизаторами                       | Телескопическая вилка, с пружинными амортизаторами                                                                      | Телескопическая вилка, с пружинными амортизаторами                                                                      | Телескопическая вилка, с пружинными амортизаторами                                                                      | Телескопическая вилка, с пружинными амортизаторами                                                                                         | телескопическая вилка, с пружинными амортизаторами                   | Телескопическая вилка, с пружинными амортизаторами                   | Телескопическая вилка, с пружинными амортизаторами                                                          |
| Задняя подвеска                                                          | Маятниковая вилка                                                    | Маятниковая вилка, с пружинными амортизаторами                           | Жёсткая | Жёсткая | Жёсткая | Жёсткая | Маятниковая вилка, с пружинными амортизаторами                       | Маятниковая вилка, с пружинными амортизаторами                       | «Рига-26»: жёсткая, «Рига-30»: маятниковая вилка, с пружинными амортизаторами                               |
| Тормоза                                                                  | Барабанного типа с раздельным механическим приводом на каждое колесо | Барабанного типа с раздельным механическим приводом на каждое колесо     | Барабанного типа с раздельным механическим приводом на каждое колесо                                                    | Барабанного типа с раздельным механическим приводом на каждое колесо                                                    | Барабанного типа с раздельным механическим приводом на каждое колесо                                                    | Барабанного типа с раздельным механическим приводом на каждое колесо                                                                       | Барабанного типа с раздельным механическим приводом на каждое колесо | Барабанного типа с раздельным механическим приводом на каждое колесо | Барабанного типа с раздельным механическим приводом на каждое колесо                                        |
| Тормозной путь                                                           |                                                                      | обоими тормозами V=30 км/ч, 7 м                                          | обоими тормозами V=30 км/ч, 7 м                                                                                         | обоими тормозами V=25 км/ч, 7 м                                                                                         | | | обоими тормозами V=30 км/ч, 7 м                                      | обоими тормозами V=30 км/ч, 7 м                                      | обоими тормозами V=30 км/ч, 7,5 м                                                                           |
| Размер шин                                                               | 2,25-19"                                                             | 2,25-19"                                                                 | 2,25-19" | 2,25-19" | 2,25-19" | 2,25—19" | 2,50—16"                                                             | 2,50—16"                                                             | 2,50-16" или 3,0-10"                                                                                        |
| Тип двигателя                                                            | Jawa-552 одноцилиндровый, бензиновый, двухтактный                    | Ш-51 карбюраторный, двухтактный, с охлаждением встречным потоком воздуха | Д-5 одноцилиндровый, карбюраторный, двухтактный, с кривошипно-камерной продувкой, охлаждением встречным потоком воздуха | Д-6 одноцилиндровый, карбюраторный, двухтактный, с кривошипно-камерной продувкой, охлаждением встречным потоком воздуха | Д-6 одноцилиндровый, карбюраторный, двухтактный, с кривошипно-камерной продувкой, охлаждением встречным потоком воздуха | Д-8 одноцилиндровый, карбюраторный, двухтактный, с кривошипно-камерной продувкой, охлаждением встречным потоком воздуха (ТУ 37.004.176—81) | Ш-58 одноцилиндровый, двухтактный                                    | Ш-62 или V50 одноцилиндровый, двухтактный                            | V50 или V501 карбюраторный, двухтактный, с охлаждением встречным потоком воздуха                            |
| Рабочий объём цилиндра, см³                                              | 49,8                                                                 | 49,8                                                                     | 45,4 | 45,4 | 45,4 | 45,4 | 49,8                                                                 | 49,8                                                                 | 49,8 |
| Диаметр цилиндра, мм                                                     |                                                                      | 38                                                                       | 38 | 38 | 38 | 38 |                                                                      |                                                                      | 38 |
| Ход поршня, мм                                                           |                                                                      | 44                                                                       | 40 | 40 | 40 | 40 |                                                                      |                                                                      | 44 |
| Степень сжатия                                                           |                                                                      | 8,5                                                                      | 6,0 | 6,0 | 6,0 | 6,0 | 7,7-8,5                                                              | 7,7-8,5                                                              | 7,5-8,5 |
| Максимальная эффективная мощность двигателя, кВт (л. с.) при 4500 об/мин | 1,5 (2,0)                                                            | 1,5 (2,0)                                                                | 0,9 (1,2) | 0,9 (1,2) | 0,9 (1,2) | 0,96 (1,3) | 1,62 (2,2)                                                           | 1,32 (1,8)                                                           | 1,32 (1,8)                                                                                                  |
| Максимальный крутящий момент, Н·м                                        |                                                                      | 29                                                                       | | 29 | | |                                                                      |                                                                      | 30,3 |
| Тип коробки передач                                                      | Двухступенчатая                                                      | Двухступенчатая с ручным переключением передач                           | Одноступенчатая | Одноступенчатая | Одноступенчатая | Одноступенчатая | Двухступенчатая                                                      | Двухступенчатая                                                      | V50 — Двухступенчатая с ручным переключением передач; V501 — Двухступенчатая с ножным переключением передач |
| Сцепление                                                                | Двухдисковое, масляное.                                              | Двухдисковое в масляной ванне                                            | Фрикционное, двухдисковое, полусухое                                                                                    | Фрикционное, двухдисковое, полусухое                                                                                    | Фрикционное, двухдисковое, полусухое                                                                                    | Фрикционное, двухдисковое, полусухое | Многодисковое в масляной ванне                                       | Многодисковое в масляной ванне                                       | Многодисковое в масляной ванне                                                                              |
| Механизм запуска двигателя                                               | Педали                                                               | Педали                                                                   | Педали | Педали | Педали | Педали | Кик-стартер                                                          | Кик-стартер                                                          | Кик-стартер                                                                                                 |
| Моторная передача                                                        |                                                                      | Передаточное число моторной передачи 3,08                                | Передаточное число моторной передачи 4,2                                                                                | Передаточное число моторной передачи 4,2                                                                                | Передаточное число моторной передачи 4,2                                                                                | Передаточное число моторной передачи 4,2                                                                                                   |                                                                      |                                                                      | Передаточное число моторной передачи 4,75                                                                   |
| Передаточное отношение цепной передачи                                   |                                                                      | I передача — 2,01 II передача — 1                                        | 4,1 | 4,1 | | |                                                                      |                                                                      | I передача — 2,08 II передача — 1,17                                                                        |
| Система зажигания                                                        |                                                                      | Контактная, от магдино переменного тока с высоковольтным трансформатором | Контактная с магнето | Контактная с магнето | Контактная с магнето | Контактная с магнето (Д-8), с магдино (Д-8 м; Д-8э)                                                                                        | Контактная                                                           | Электронная, бесконтактная                                           | Электронная, бесконтактная                                                                                  |
| Карбюратор                                                               |                                                                      | К-35Б                                                                    | К-34Б | К-34Б | К-34Б | К-34Б, К34Д | К-35В                                                                | К-60                                                                 | К-60В |
| Воздушный очиститель                                                     |                                                                      | Сухой, сетчатый                                                          | Сухой, сетчатый. | Сухой, сетчатый | Сухой, сетчатый | Сухой, сетчатый |                                                                      |                                                                      | С бумажным фильтрующим элементом ЭФВ-3-1А                                                                   |
| Система выпуска газов                                                    |                                                                      | Глушитель шума выпуска с перегородками для дросселирования газов         | Глушитель шума выпуска с перегородками для дросселирования газов                                                        | Глушитель шума выпуска с перегородками для дросселирования газов                                                        | | |                                                                      |                                                                      | Глушитель шума выпуска с перегородками для дросселирования газов                                            |
| Источник электроэнергии                                                  |                                                                      |                                                                          | | Первичная обмотка генератора                                                                                            | Первичная обмотка генератора                                                                                            | Первичная обмотка генератора (Д-8), магдино (Д-8э; Д-8м)                                                                                   | Генератор                                                            | Генератор 26.3701, 6 В, 45 Вт                                        | Генератор 26.3701, 6 В, 45 Вт                                                                               |